# Acutoempodialis lineatus
Genre
Espèce
Acutoempodialis lineatus, unique représentant du genre Acutoempodialis, est une espèce de collemboles de la famille des Bourletiellidae.

## Distribution
Cette espèce est endémique du Yémen.

## Publication originale
- Bretfeld, 2000 : Collembola Symphypleona (Insecta) from the Republic of Yemen. Abhandlungen und Berichte des Naturkundemuseums Goerlitz, vol. 72, no 2, p. 153-176.